# Fanndís Friðriksdóttir
Fanndís Friðriksdóttir (Akureyri, 9 mei 1990) is een IJslands voetballer die als aanvaller speelt. Zij staat onder contract bij Valur en komt eveneens uit voor het nationale vrouwenelftal.

## Clubcarrière
Friðriksdóttir groeide op in Vestmannaeyjar. Zij is een dochter van Friðrik Friðriksson, een voormalig doelman van het IJslandse mannenvoetbalelftal, en olympisch alpineskiër Nanna Leifsdóttir.
Met Breiðablik werd ze in zowel 2005 als 2015 kampioen van de Úrvalsdeild kvenna, de hoogste voetbalcompetitie in IJsland.
Na acht seizoen, waarin ze 107 competitiewedstrijden en 50 doelpunten, liet ze Breiðablik achter zich en voegde ze zich bij Kolbotn Fotball. Ze tekende een contract op 6 december 2012. In december 2013 stapte ze over naar competitiegenoot Arna-Bjørnar
Op 15 mei 2024 werd haar contract ontbonden zodat Friðriksdóttir kon terugkeren naar Breiðablik. In twee periodes maakte ze 104 doelpunten in 197 wedstrijden in alle IJslandse wedstrijden, waarvan 97 in 173 Úrvalsdeild wedstrijden.
In augustus 2017 werd ze de eerste IJslandse speelster in Frankrijk waar ze voor Olympique Marseille ging spelen.
Friðriksdóttir keerde op 27 juni 2018 terug in IJsland bij Valur. In september 2018 werd ze uitgeleend aan het Australische Adelaide United in de W-League. Ze maakte hier twee doelpunten in elf wedstrijd en eindigde op een zesde plaats.

## Interlandcarrière
Haar debuut bij de nationale voetbalploeg beleefde Friðriksdóttir in een wedstrijd tegen de Denen op de Algarve Cup van 2009. Haar eerste doelpunt voor IJsland maakte zij in 2012, tijdens een partij tegen China, die met 1–0 werd gewonnen. Ze vertegenwoordigde haar land op drie achtereenvolgende Europese kampioenschappen voetbal: dat van 2009, 2013 en 2017. Op het laatstgenoemde EK scoorde Friðriksdóttir het enige IJslandse doelpunt van het toernooi.
1. ↑  (is) Sigurðsson, Víðir, Fanndís til liðs við Kolbotn. Morgunblaðið (6 december 2012). Geraadpleegd op 1 april 2025.
2. ↑  (no) Fridriksdottir forlater Kolbotn. Østlandets Blad. Geraadpleegd op 1 april 2025.
3. ↑  (is) Pálsson, Victor Jóhann, Fanndís Friðriksdóttir til Arna-Björnar. 433.is (10 januari 2014). Gearchiveerd op 20 september 2017. Geraadpleegd op 1 april 2025.
4. ↑  (no) Thorsen, Tore, Fanndis reiser tilbake til Island. Arna-Bjørnar (16 mei 2014). Gearchiveerd op 20 september 2017. Geraadpleegd op 1 april 2025.
5. ↑  (is) Fanndís er á heimleið. Morgunblaðið (16 mei 2014). Geraadpleegd op 1 april 2025.
6. ↑  (is) Fanndís Friðriksdóttir Icelandic domestic stats. KSÍ. Geraadpleegd op 1 april 2025.
7. ↑  (is) Valsson, Andri Yrkill, Fanndís rétt náði að segja fjölskyldunni frá. Morgunblaðið (26 augustus 2017). Geraadpleegd op 1 april 2025.
8. ↑  (is) Fanndís gengin í raðir Marseille. Morgunblaðið (26 augustus 2017). Geraadpleegd op 1 april 2025.
9. ↑  (is) Fanndís Friðriksdóttir í frönsku deildina. RÚV (3 september 2017). Geraadpleegd op 1 april 2025.
10. ↑  (fr) Revivez l'arrivée des 3 nouvelles Olympiennes. Olympique de Marseille (7 september 2017). Geraadpleegd op 1 april 2025.
11. ↑  (is) Eiríksson, Valur Páll, Fanndís semur við Val. RÚV (27 juni 2018). Geraadpleegd op 1 april 2025.
12. ↑  (is) Hilmarsson, Guðmundur, Búinn að vera frábær tími. Morgunblaðið (1 februari 2019). Geraadpleegd op 1 april 2025.